# Cansu Aydınoğulları
Cansu Aydınoğulları est une joueuse de volley-ball turque née le 18 février 1992 à İstanbul. Elle mesure 1,83 m et joue au poste de passeuse. 

## Clubs
| Club                   | De        | À         |
| ---------------------- | --------- | --------- |
| Beşiktaş İstanbul      | 2006-2007 | 2011-2012 |
| Galatasaray İstanbul   | 2012-2013 | 2012-2013 |
| Yeşilyurt İstanbul     | jan 2013  | avr 2013  |
| Çanakkale Belediye     | 2013-2014 | 2013-2014 |
| İdmanocağı Spor Kulübü | 2014-2015 | 2014-2015 |
| Bursa BBSK             | 2015-2016 | 2015-2016 |
| Seramiksan SK          | 2016-2017 | 2016-2017 |
| Bursa BBSK             | 2017-2018 | 2017-2018 |
| Çanakkale Belediye     | 2018-2019 | 2018-2019 |
| VC Stuttgart           | 2019-2020 | 2019-2020 |
| PTT Spor Kulübü        | 2020-2021 | …         |

## Palmarès

### Équipe nationale
- Ligue européenne
  - Finaliste : 2015.

### Clubs
- Challenge Cup
  - Finaliste : 2018.
- Supercoupe de Turquie
  - Finaliste: 2012.
- Supercoupe d'Allemagne
  - Finaliste : 2019.
- Coupe d'Allemagne
  - Finaliste : 2020.